# Iazovir Jrebcevo
Iazovir Jrebcevo este o arie protejată (arie de protecție specială avifaunistică — SPA) din Bulgaria întinsă pe o suprafață de 2.513 ha, integral pe uscat.

## Localizare
Centrul sitului Iazovir Jrebcevo este situat la coordonatele 42°35′28″N 25°52′35″E / 42.591°N 25.8764°E.

## Înființare
Situl Iazovir Jrebcevo a fost declarat arie de protecție specială avifaunistică în martie 2018 pentru a proteja 51 de specii de animale.

## Biodiversitate
Situată în ecoregiunea continentală, aria protejată nu include niciun habitat protejat.
La baza desemnării sitului se află mai multe specii protejate de  păsări (51): uliu păsărar (Accipiter nisus), pescăruș albastru (Alcedo atthis), rață sulițar (Anas acuta), rață lingurar (Anas clypeata), rață pitică (Anas crecca), rață fluierătoare (Anas penelope), rață mare (Anas platyrhynchos), rață pestriță (Anas strepera), gârliță mare (Anser albifrons), gâscă cenușie (Anser anser), stârc cenușiu (Ardea cinerea), rață-cu-cap-castaniu (Aythya ferina), rața moțată (Aythya fuligula), buhai de baltă (Botaurus stellaris), gâsca cu piept roșu (Branta ruficollis), Bucephala clangula, șorecarul comun (Buteo buteo), șorecar mare (Buteo rufinus), Calidris alba, erete de stuf (Circus aeruginosus), erete vânăt (Circus cyaneus), Cygnus columbianus bewickii, lebădă de iarnă (Cygnus cygnus), lebădă de vară (Cygnus olor), egretă albă (Egretta alba), vânturel roșu (Falco tinnunculus), vânturel de seară (Falco vespertinus), lișiță (Fulica atra), becațină comună (Gallinago gallinago), cufundar polar (Gavia arctica), codalb (Haliaeetus albicilla), Larus argentatus, pescăruș argintiu (Larus cachinnans), pescăruș sur (Larus canus), pescăruș râzător (Larus ridibundus), ferestraș mic (Mergus albellus), ferestrașul mare (Mergus merganser), Mergus serrator, gaia neagră (Milvus migrans), culic mare (Numenius arquata), pelican creț (Pelecanus crispus), cormoran mare (Phalacrocorax carbo), cormoran mic (Phalacrocorax pygmeus), corcodel mare (Podiceps cristatus), corcodel-cu-gât-roșu (Podiceps grisegena), corcodel-cu-gât-negru (Podiceps nigricollis), cristei de baltă (Rallus aquaticus), corcodel mic (Tachybaptus ruficollis), călifar alb (Tadorna tadorna), fluierarul de zăvoi (Tringa ochropus), nagâț (Vanellus vanellus)
Pe lângă speciile protejate, pe teritoriul sitului au mai fost identificate 1 specie de păsări.